# Гиляров, Владимир Сергеевич
Владимир Сергеевич Гиляров (1907 — 1979) — советский шашист и тренер. Мастер спорта СССР по шашкам. Международный мастер, звание присвоено на Генеральной ассамблее ФМЖД 26 июня 1968 года одновременно с будущими чемпионами мира Вирсмой (Нидерланды) и Гантваргом (СССР) и французами Мостовым и Беларом («Шашки», № 8 (55), 1968 г.).
Тренер и спортсмен общества «Локомотив» (Москва). Один из пропагандистов международных шашек в СССР. Автор книги «Стоклеточные шашки» (1939, 1949, 1955) — первого в СССР учебного пособия по международным шашкам. Работал машинистом электропоезда метро. В довоенное время в «Локомотиве» числилось всего два мастера спорта по шашкам — М. А. Бурковский в Ленинграде и В. С. Гиляров в Москве.
В теории международных шашек известны:
деталь Гилярова: белая простая 15, задержанная черной простой 4, когда сильнейшая сторона белые (или черная простая 36, задержанная белой простой 47, когда сильнейшая сторона черные);
эндшпиль Гилярова: стандартное окончание с деталью Гилярова, то есть с белой простой 15, задержанной черной простой 4 в позиции с преимуществом белых (или с черной простой 36, задержанной белой простой 47 в позиции с преимуществом черных).
Похоронен на Николо-Архангельском кладбище в Москве.